# Оселедцева акула тихоокеанська
Оселедцева акула тихоокеанська (Lamna ditropis) — акула з роду Оселедцева акула родини Оселедцеві акули. Інша назва «лососева акула».

## Опис
Загальна довжина сягає 2-3 м при вазі до 220 кг (найвідоміша вага — 450 кг). Самці дещо менші за самиць.. Голова конусоподібна. Рило недуже довге. Очі великі, розташовані у верхній частині голови. Зябрових щілин — 5. Тулуб масивний. Наділена наявністю білків у крові, які зберігають високу частоту серцевих скорочень, що у свою чергу зігріває кров. Ця особливість дозволяє акулі витримувати низькі температури — до 2 °C. Вона має червоні м'язи вздовж хребта, які дозволяють йому підтримувати високу швидкість досить довго. Анальних плавців — 1, спинних — 2. Спина і боки синювато-коричневі, черево світле з численними темними плямами. Нижня сторона голови темніше за верхню.

## Спосіб життя
Ця акула живе на глибинах від 225 до 650 м. Тримається невеличкими групами. Живиться лососем, скумбрією та оселедцем, рідше кальмарами й вугільною рибою. Відомі випадки заходу тихоокеанської акули в лососеві нерестові річки слідом за косяками прохідних лососів.
Статева зрілість настає у самців при розмірі 220 см, самиць — 180 см (у віці 2 років). Це живородна риба. Самиця народжує 2-5 акуленят 40-50 см завдовжки.

## Розповсюдження
Мешкає переважно біля Аляски (США) та Камчатки й Чукотки (Росія), хоча може зустрічатися південніше у Японському морі. Інколи трапляється біля Гавайських островів.